# Wilhelmine Ludwig
Wilhelmine Ludwig (* 29. Juli 1900 in Hannover-Stöcken; † nach 1982) war eine deutsche Lehrerin und Reformpädagogin.
Ludwig legte 1921 das Lehrerinnenexamen und arbeitete in Privatschulen bis zum Eintritt in den staatlichen Schuldienst an der Weltlichen Schule Hannover in der Alemannstraße 1930. Sie trat aus der SPD aus und in den Internationalen Sozialistischen Kampfbund ein und lernte dort Gustav Heckmann, Leonard Nelson und Minna Specht kennen. 1933 wurde sie aus dem Schuldienst eine Zeit lang entlassen, blieb aber in Deutschland. 1943 arbeitete sie in der Kinderlandverschickung mit. 1945 trat sie wieder in die SPD ein. Ab dem Wiederbeginn der Lehrerausbildung 1945 an der Pädagogischen Hochschule Hannover arbeitete sie in Kursen mit, bis sie 1948 zur Stadtschulrätin in Hannover berufen wurde. Bis zur Pensionierung 1963 wirkte sie auch immer für Schulreformprojekte, die z. B. den Gesamtunterricht  nach Berthold Otto förderten oder die Mittelstufe mit neuer Differenzierung nach Peter Petersen gestalteten.